# کون‌سالاش
کون‌سالاش (به مجاری:  Kunszállás) یک منطقهٔ مسکونی در مجارستان است که در ناحیه کچکمت واقع شده‌است. کون‌سالاش ۲۰٫۸۵ کیلومتر مربع مساحت و ۱٬۶۹۱ نفر جمعیت دارد.